# Bovenkerk (Kampen)

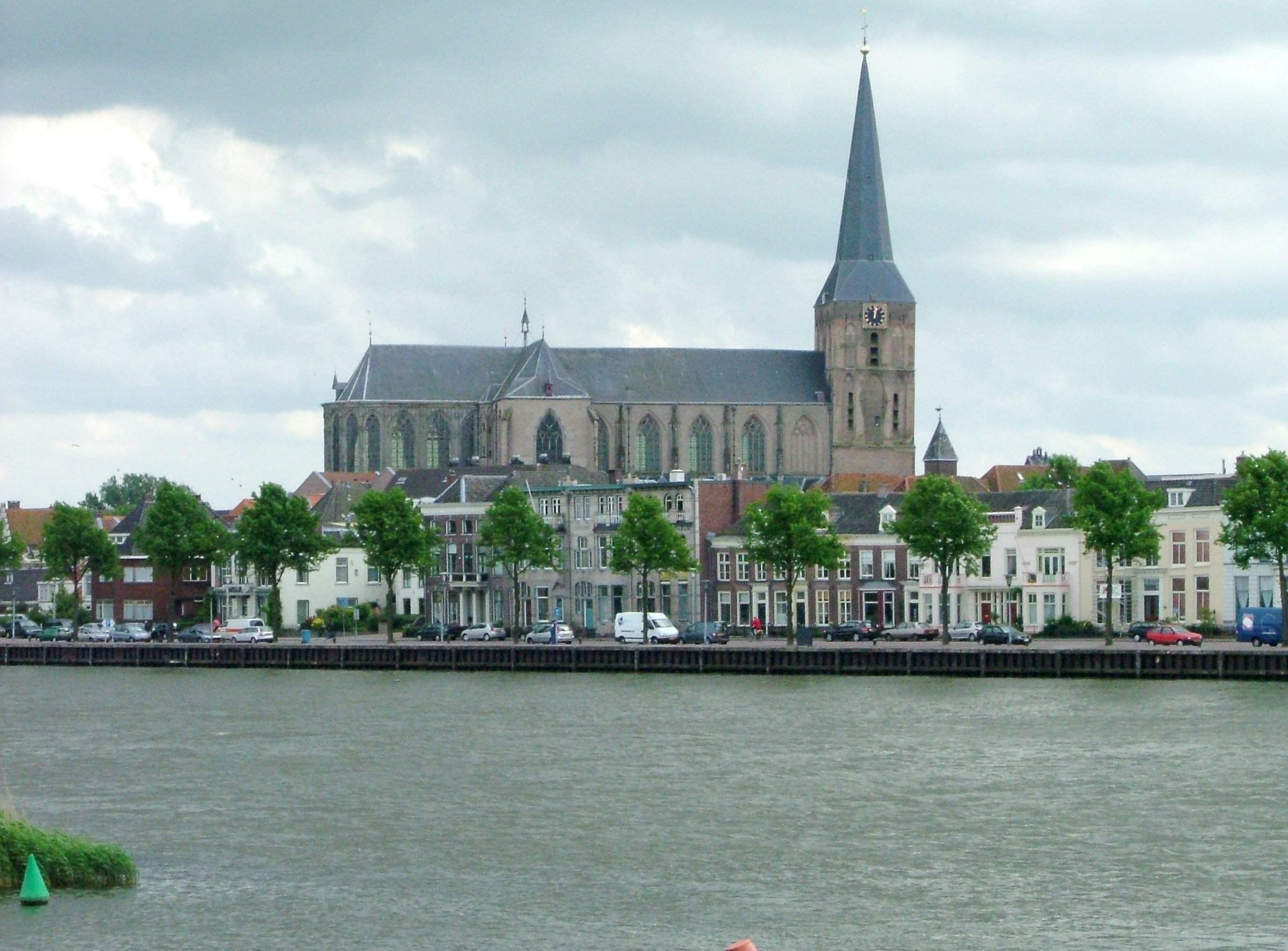
Bovenkerk (Kampen)

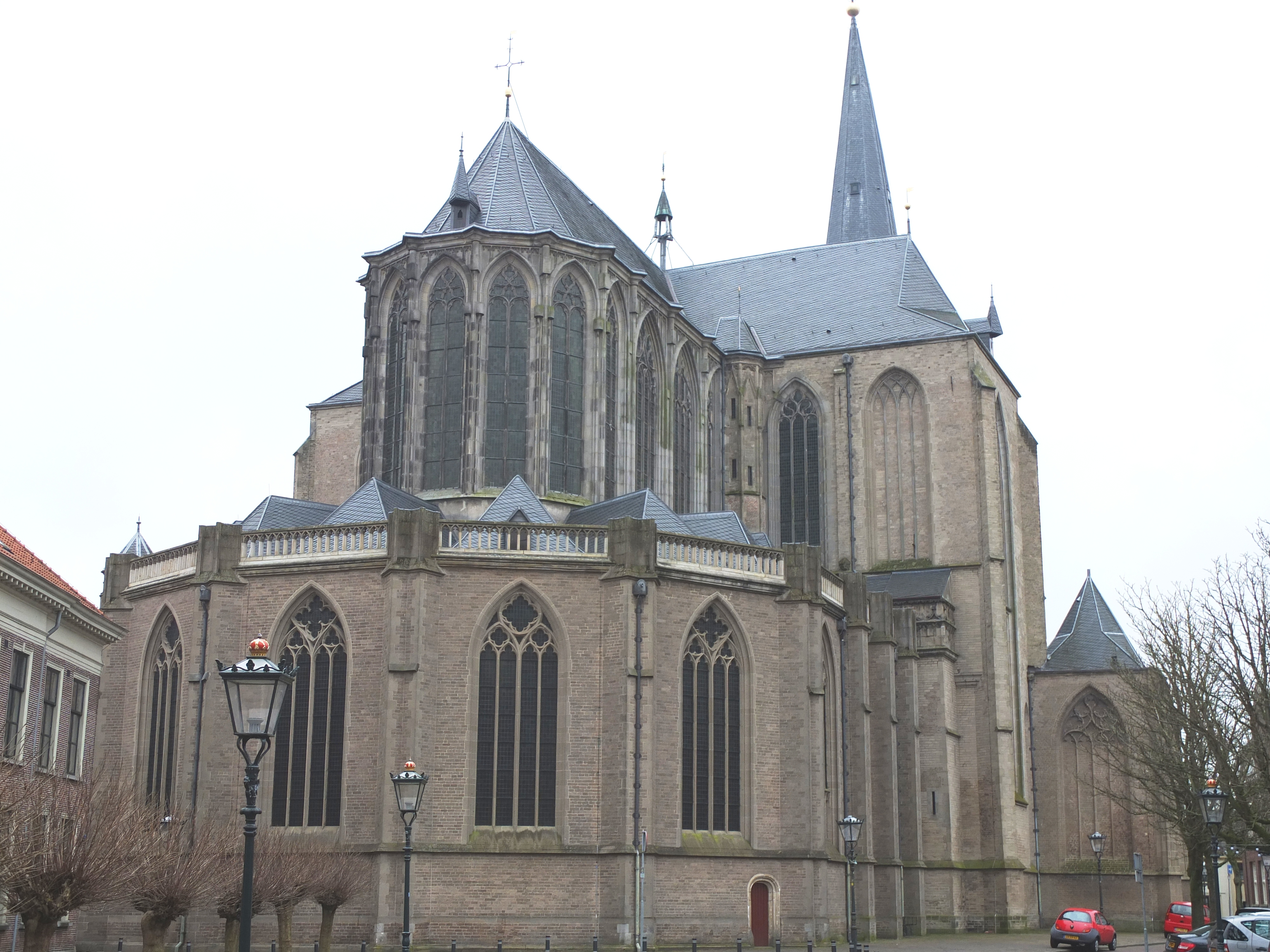
Choransicht

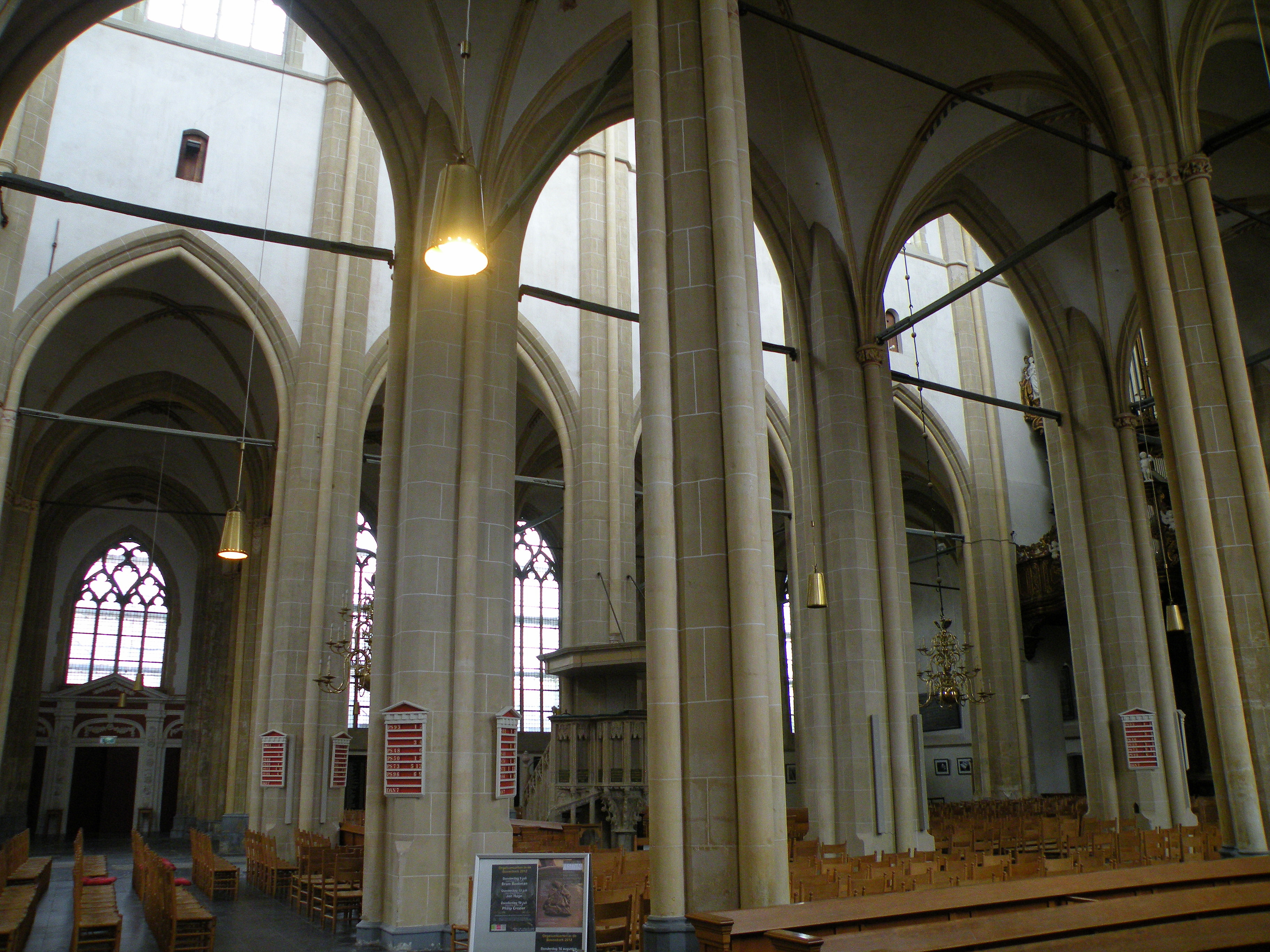
Schrägblick durch das Langhaus

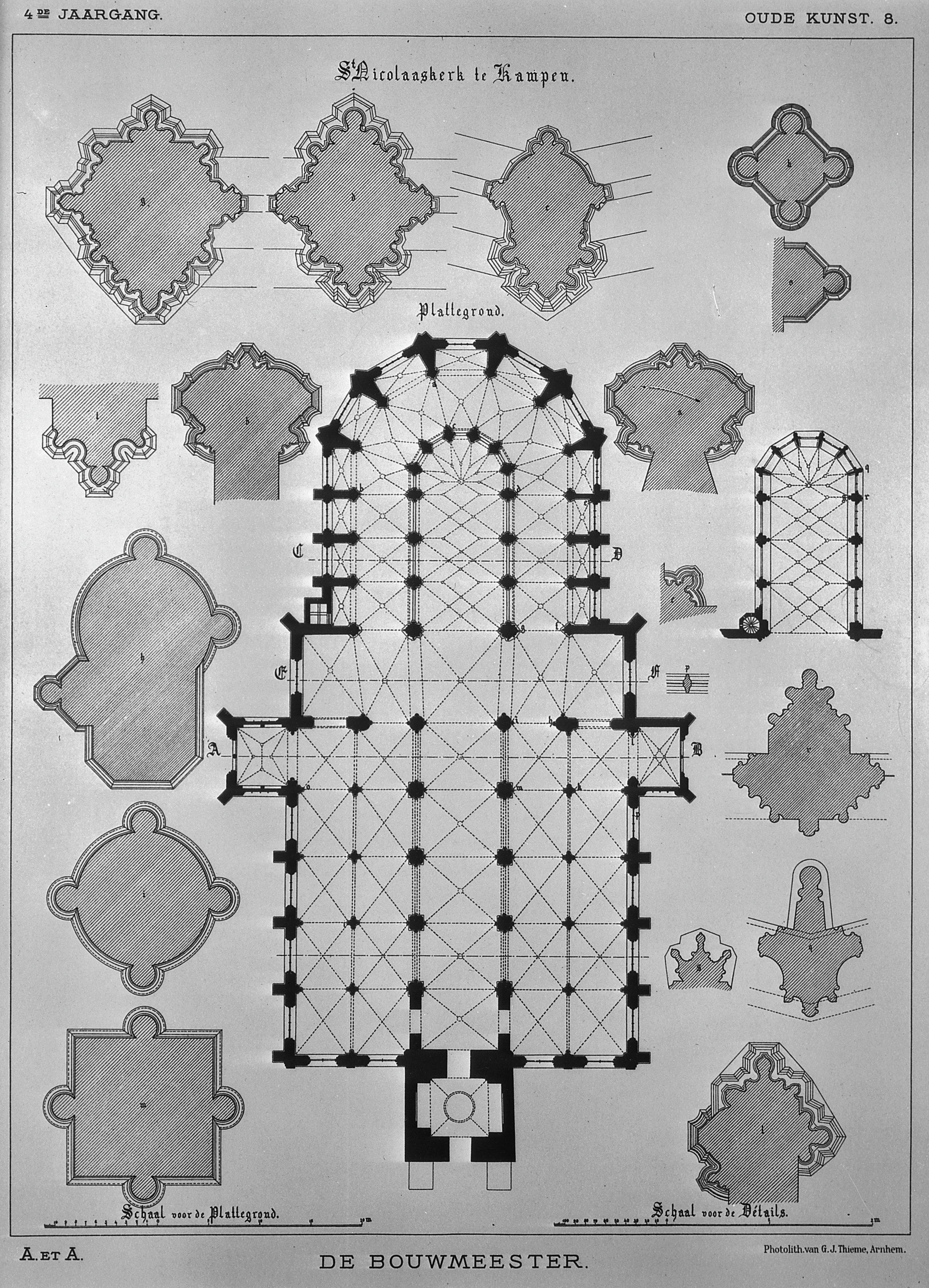
Grundriss

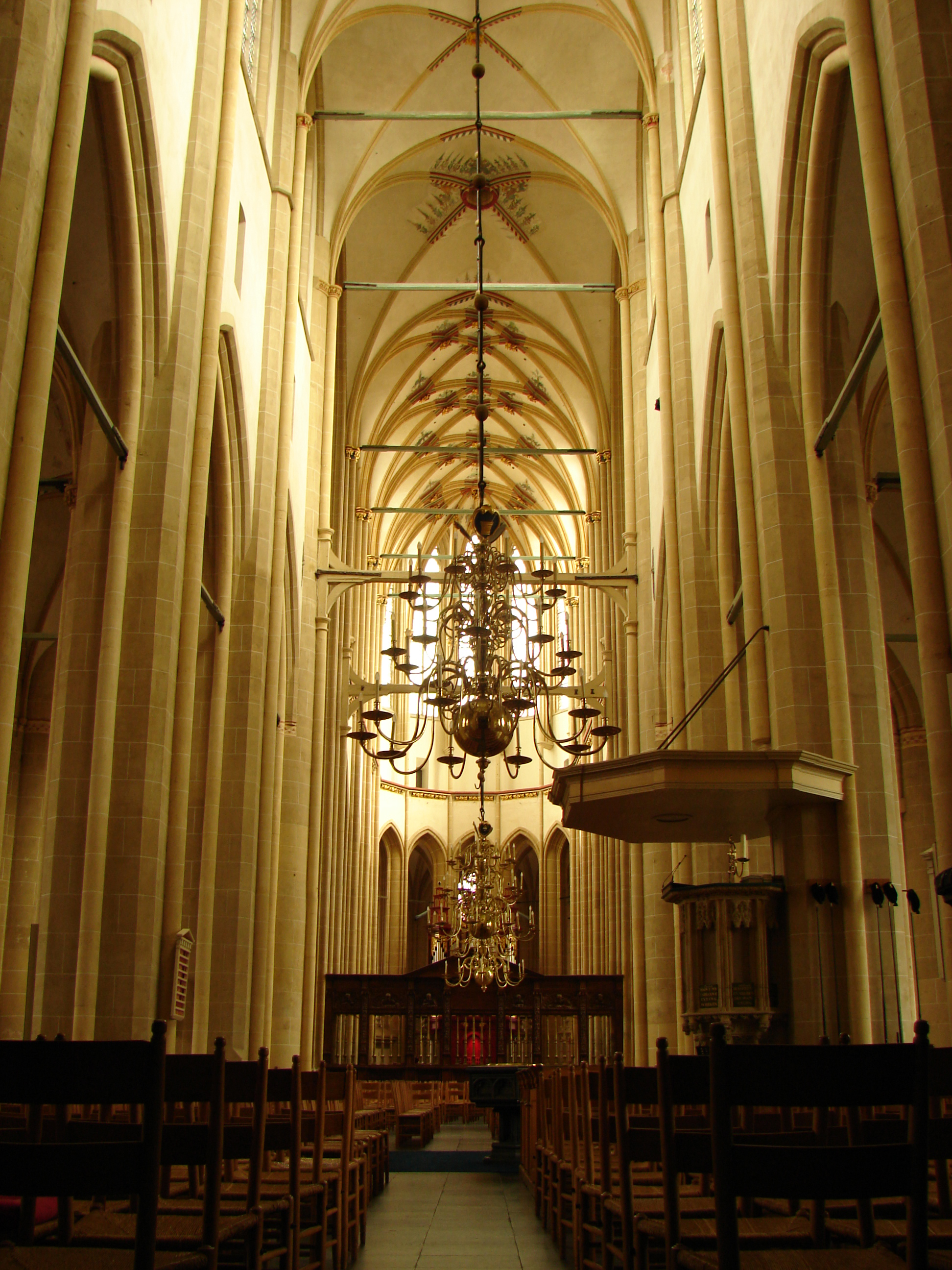
Innenansicht

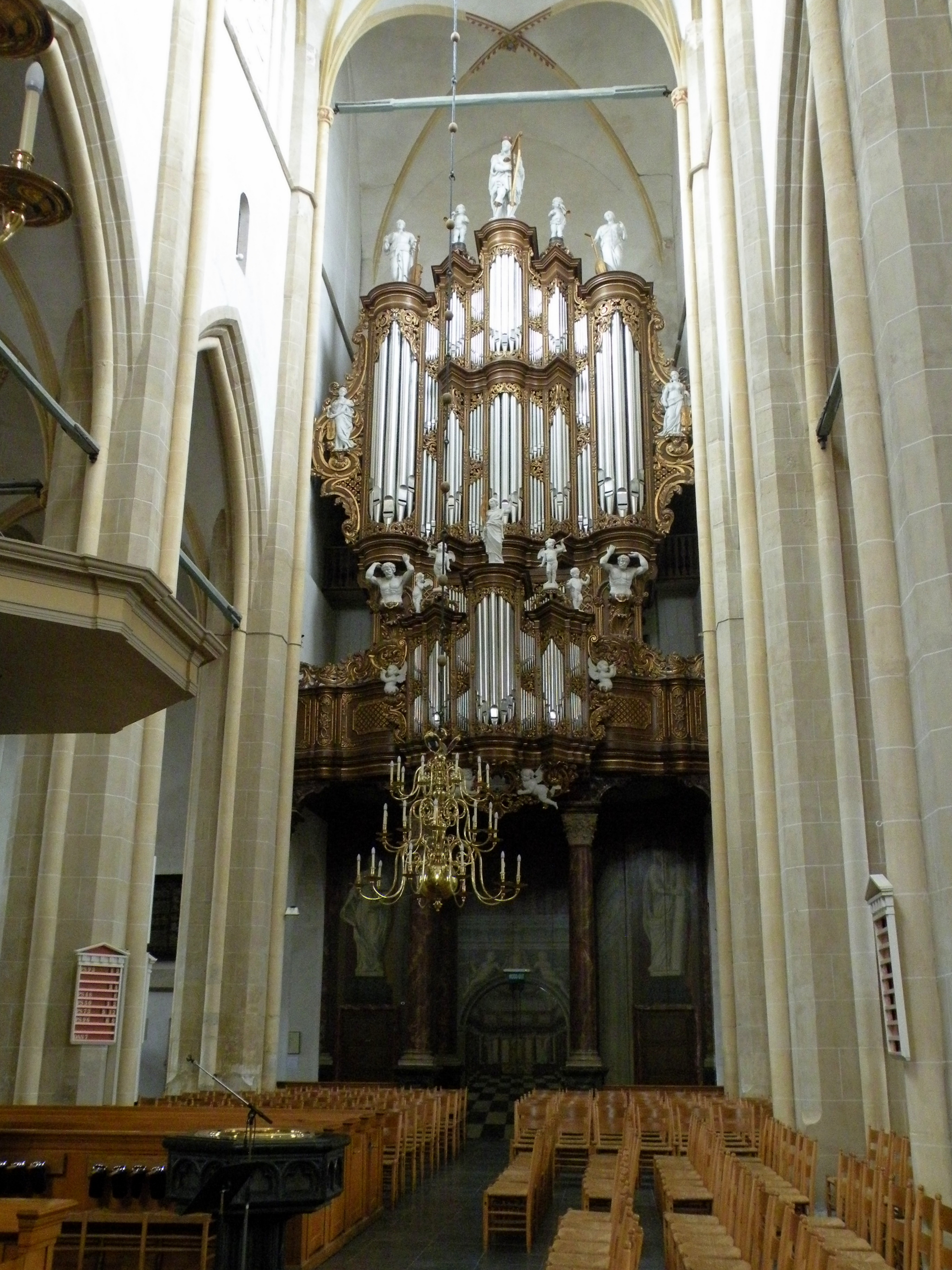
Hauptorgel

Die Bovenkerk (deutsch Obere Kirche) oder St.-Nikolaus-Kirche in der niederländischen Stadt Kampen ist eine große, gotische Basilika mit Kreuzgrundriss und zugleich die Dominante im Stadtbild von Kampen. Im Inneren der Kirche befinden sich ein Lettner aus der Frührenaissance, eine Kanzel aus Naturstein und eine monumentale Orgel. Die Kirche hat einen Kirchturm und ein Kirchenschiff mit doppelten Seitenschiffen sowie einen geschlossenen Chor mit Umgang und Kapellenkranz. Die Kirche hat 1.250 Sitzplätze und ist ein Beispiel für den Stil der niederrheinischen Gotik sowie ein registriertes Kulturdenkmal. Die Kirche hat nach der St. Janskathedraal in ’s-Hertogenbosch den zweithöchsten Chor der Niederlande. Sie enthält eine bedeutende historische Orgel; das Geläut stammt zum Teil vom Gießer der berühmtesten mittelalterlichen Großglocke Gloriosa, Gerhard van Wou.

## Baugeschichte
Der Bau der Kirche fand in mehreren Bauabschnitten statt:

### Romanische Kirche
Der Bau der einst ältesten Kirche der Stadt steht in engem Zusammenhang mit der Entstehung der Siedlung selbst, die erst im Jahr 1227 unter dem Namen Kampen in die Geschichte eingeht.
Als Kampen eine Siedlung von einiger Bedeutung wurde, muss der Bedarf nach einem eigenen Gotteshaus entstanden sein. Dieses muss einige Jahre vor 1236 erbaut worden sein, denn es ist bekannt, dass bereits in diesem Jahr ein Priester hier lebte, der Vorgänger hatte. Es sind die Überreste dieser Kirche, die bei der jüngsten Restaurierung durch Ausgrabungen im Querschiff der heutigen Kirche entdeckt wurden. Die Reste dieses Kirchengebäudes erwiesen sich jedoch als so gering, dass eine Rekonstruktion des Ganzen unmöglich war. Es wurden nur die Fundamente des Chores gefunden. Diese ermöglichten aber einige Rückschlüsse auf Form und Größe des Gesamtgebäudes. Als Baumaterial war hauptsächlich Tuffstein aus der Eifel verwendet worden. Der Chor hatte drei Apsiden, die zusammen ein Kleeblatt bildeten, also ein Trikonchos nach Kölner Muster, z. B. St. Maria im Kapitol und St. Aposteln. Der Baustil dürfte romanisch gewesen sein. Als Bauzeit der wohl schon bemerkenswert großen Kirche wird das späte 12. oder das frühe 13. Jahrhundert angenommen.
Die Kirche wurde wahrscheinlich von Privatpersonen gegründet. Es ist nicht bekannt, ob sie bereits dem heiligen Nikolaus, dem Schutzpatron der Kaufleute und Seefahrer, geweiht war. Für eine Handelsstadt ist das aber sicher.
Die Untersuchung dieser Fundamente offenbarte weitere Besonderheiten. Die Seitenschiffe dieses Chores müssen wesentlich größer gewesen sein als der Mittelchor. Ihr Radius übertrifft den der zentralen Apsis um mindestens einen halben Meter. Der bemerkenswert intakte Fußboden dieser zentralen Apsis wurde auch als etwa 50 cm höher als der der Seitenschiffe befunden. In seiner Mitte wurde auch eine Treppe gefunden, die zu einem großen Block führte, der sich über den Boden erhob. Es muss der Altar irgendwann einmal dort gestanden haben. Genau in der Mitte dieser Stufen wurde ein kleiner runder Brunnen entdeckt. Der untere Teil schien aus Holz zu sein und war etwa 80 cm tief, der obere Teil hingegen war aus Tuffstein gefertigt.
Die Sohle dieses Brunnens erreichte im 12. Jahrhundert kaum das Grundwasser. Es kann sich um eine sogenannte Piscina handeln, die zur Reinigung der liturgischen Gefäße diente. Da das nahe Aalsmeer Brackwasser hatte, durften in der Region Brunnen grundsätzlich nicht zu tief sein. Typisch waren an Kirchen in den Küstenmarschen „heilige Quellen“, die aus dem in die Kirchwurt eingegangenen Regenwasser gespeist wurden.
Früher wurde vermutet, dass die Kamper Nikolauskirche, und damit auch ihre Vorgänger, direkt auf Sand gebaut wurden. Die Grabungen haben gezeigt, dass dies nicht zutrifft. Der Untergrund besteht aus weichem Torf und Lehm, Sand findet sich erst in einer Tiefe von etwa acht Metern. Es war daher eine gewagte Entscheidung, ein großes Gebäude an einem solchen Standort zu errichten. Das müssen auch die Erbauer dieser romanischen Kirche erfahren haben; sie meinten, das Problem lösen zu können, indem sie das Fundament des Chores auf einem Bett aus kleinen Feldsteinen ruhen ließen, unter das ein Holzfundament aus kleinen, relativ dünnen Pfählen gelegt wurde.
Es ist nicht bekannt, ob es eine Krypta oder einen Turm hatte. Nach der Größe des Chores zu urteilen, muss diese romanische Kirche jedoch recht groß gewesen sein, und das bedeutet, dass Kampen bereits in der zweiten Hälfte des 12. Jahrhunderts eine bedeutende Siedlung gewesen sein muss. Dies war unerwartet, weil der Name der Stadt erst 1227 in der Geschichte auftaucht und auch dann nur sehr selten.

### Bau einer frühgotischen Kirche (letztes Viertel des 13. Jahrhunderts)
Es ist nicht sicher, wie romanische Kirche in Gebrauch war, wahrscheinlich mindestens ein Jahrhundert. Danach muss sie durch ein größeres Gebäude ersetzt worden sein. Schon vor der Entdeckung der Reste der romanischen Kirche wurden im Chor der heutigen Kirche Reste davon aufgefunden. Aus architektonischen Gründen wird angenommen, dass der Bau dieser zweiten Kirche Ende des 13., Anfang des 14. Jahrhunderts begonnen haben muss. Historisch ist dies sehr wohl möglich, denn in der zweiten Hälfte des 13. Jahrhunderts entwickelte sich Kampen zu einer Handelsstadt mit internationalen Beziehungen.
Das Vorhandensein zweier Privilegien in den Archiven von Kampen, die 1251 von König Abel von Dänemark an die so genannten Ommelandvaarders verliehen wurden, lässt vermuten, dass die Menschen von Kampen bereits ihren Weg an die Ostsee um Jütland gefunden hatten. Berichte aus den letzten Jahrzehnten dieses Jahrhunderts beweisen dies; sie belegen auch, dass die Stadt einen regen Handel mit mehreren niederländischen Städten und wahrscheinlich auch mit dem reichen Brügge in Flandern betrieb.
Dies alles ging mit einem schnellen Wachstum der Stadt einher. Dadurch entstand die Notwendigkeit, eine neue, größere und modernere Kirche zu bauen. Ende des 13. Jahrhunderts, oder vielleicht noch früher, müssen die Bürger von Kampen beschlossen haben, ihre romanische Kirche abzureißen und durch einen Neubau zu ersetzen.
Der Bau von Kirchen im späten Mittelalter geschah nicht wahllos. In Absprache mit dem Klerus und den Kirchenvorstehern engagierte die Stadt in der Regel einen Mann, der auf diesem Gebiet Erfahrung hatte. Die Kirche selbst hatte in der Regel nicht die Mittel, ein solch großes Projekt zu finanzieren. Er wurde damit beauftragt, einen Entwurf für eine neue Kirche zu machen. Wenn dieser genehmigt wurde, wurde er auch mit der Überwachung des Baus für einen kürzeren oder längeren Zeitraum beauftragt. Diese Baumeister waren in der Regel auch geschickte Handwerker, die beim Bau und der Bearbeitung von Steinen und auch beim Maurerhandwerk halfen.
Es ist anzunehmen, dass dieser Baumeister nicht aus Kampen kam, denn der Mann, der den Plan für die zweite Nikolauskirche entworfen hat, muss sich der neueren Erkenntnisse auf dem Gebiet der Architektur, die damals ganz West- und Nordeuropa eroberten, bewusst gewesen sein. Statt gedrungener Tuffsteinkirchen mit dicken Mauern und kleinen Fenstern wurden nun viel höhere Gebäude mit dünnen Mauern gebaut, die große, leicht spitz zulaufende Fensteröffnungen umgaben, also in Bauwerke in gotischem Stil. Als Baumaterial wurden nun sowohl Ziegel als auch Sandstein verwendet.
So entstand, vermutlich um 1300, aber wahrscheinlich schon einige Jahrzehnte früher, an der Stelle der alten romanischen Kirche eine völlig neue Backsteinkirche im gotischen Stil. Der Bau der einfach gestalteten frühgotischen Kirche von Kampen dauerte sicher mehrere Jahrzehnte. Während der Restaurierung zeigten die Entdeckung einer Baunaht und andere Informationen, dass auch dieser Kirchenbau eine Zeit lang unterbrochen war und dann mit etwas eingeschränkten Mitteln weitergeführt wurde.
Der Bau dieser zweiten Kirche begann mit dem Altarraum. Schließlich konnte die romanische Kirche in ihrer Gesamtheit nicht abgerissen werden, solange dieser Teil nicht genutzt wurde und die Gottesdienste weitergehen konnten. Im Interesse von Einsparungen wurde vieles von dem Abbruchmaterial, zum Beispiel der wertvolle Tuffstein, in der neuen Kirche wiederverwendet.

### Bau des basilikalen Chors
Es ist weder bekannt, wann der Bau der frühgotischen Hallenkirche begonnen wurde, noch wann sie fertiggestellt wurde. Es wird angenommen, dass sie weniger als ein Jahrhundert in Gebrauch war, aber diese Schätzung wird als zu großzügig angesehen, es sei denn, man geht davon aus, dass die Saalkirche bereits in der zweiten Hälfte des 13. Jahrhunderts gebaut wurde.
Um die Mitte des 14. Jahrhunderts finden sich in den Kamper Stadtbüchern Hinweise darauf, dass es Pläne gab, die bestehende frühgotische Kirche komplett umzubauen. Diese Berichte fallen mit dem Beginn der großen Zeit Kampens zusammen, als die Schiffe mit den Stadtfarben Weiß und Blau fast alle wichtigen Häfen an Nord- und Ostsee anliefen und die Schiffer bis nach Köln segelten.
In Berichten aus den Jahren 1343 und 1345 wird erwähnt, dass die Kirchenherren der St.-Nikolaus-Kirche Grundstücke kauften, um ihren Friedhof um die Kirche herum in Zukunft zu vergrößern, und dass sie vom Rat der Stadt ein Darlehen erhielten. Ersteres könnte auf einen Mangel an Land für die Bestattung der Toten infolge des raschen Bevölkerungswachstums hindeuten, es ist aber auch gut möglich, dass die Kirchenherren diese Erweiterung im Hinblick auf eine zukünftige Vergrößerung ihrer Kirche für notwendig hielten, für die ein Teil ihres Kirchhofs geopfert werden müsste. Die Leihgabe von „hundert punt swarten“, einer für die damalige Zeit beträchtlichen Summe, spricht eine deutlichere Sprache. Gewissheit über die bevorstehende Renovierung der alten Hallenkirche erhält man erst, wenn man den Vertrag liest, den die Stadt mit einem gewissen Herrn Herman de Steenbicker und seinem Bruder um die Mitte des 14. Jahrhunderts abschloss.
Aus dieser Vereinbarung geht hervor, dass beide Brüder versprachen, den Bau der St.-Nikolaus-Kirche fortzusetzen. Ein Bruder, vermutlich Herr Herman, blieb bei der Arbeit und half beim „Bauen und Arbeiten“, der andere Bruder ging auf und ab, um zu kontrollieren, ob alles nach Plan lief. Beide Brüder sollten die Bürgerrechte erhalten und dürften in dem Haus, in das sie eingezogen waren, lebenslang wohnen. Auch mussten sie keine Steuern zahlen oder Militärdienst leisten.
Details über diese Brüder sind nicht bekannt. Wenn der Vertrag 1343 unterzeichnet wurde, dann könnten sie identisch sein mit einem gewissen Herman und einem gewissen Christiaan, die zu dieser Zeit ebenfalls im Zusammenhang mit der Kirche erwähnt werden. Wenn jedoch angenommen wird, dass die Vereinbarung im Jahr 1351 getroffen wurde, dann ist diese Identität im Zusammenhang mit der Verleihung der Bürgerrechte praktisch ausgeschlossen.
Es ist sicher, dass beide Brüder nicht aus Kampen stammten. Es wird angenommen, dass Herr Herman und sein Bruder anerkannte Kirchenbaumeister gewesen sein müssen, möglicherweise aus dem Rheinland. Wahrscheinlich muss Kampen mit der Ankunft der beiden Brüder eine regelrechte Bauhütte erhalten haben, eine ständige Werkstatt, in der die Zeichnungen angefertigt und aufbewahrt wurden und in dem die Arbeit der Steinmetze verrichtet wurde. Alles erfolgte unter der Leitung eines Meisters, der auf Lebenszeit ernannt wurde, der ein großes Wissen über Architektur hatte und der Geometrie studiert hatte.
Es ist unmöglich, dass Herr Herman und sein Bruder die geplante Renovierung der St.-Nikolai-Kirche zu einem erfolgreichen Abschluss gebracht haben, denn 1369 schloss der Kamper Stadtrat einen weiteren Vertrag, der den Wiederaufbau der Hallenkirche betraf, nun aber mit einem anderen Meister, nämlich Rutger van Keulen.
Im Gegensatz zu Herrn Herman und seinem Bruder ist dank neuerer Forschungen ziemlich viel über die Person dieses Herrn Rutger van Keulen bekannt. Der Name sagt schon, dass er aus Köln stammt. Seinen Vater, Michael von Savoyen, findet sich dort 1353 als einer der Baumeister des Doms. Der Sohn wird in dieser Bauhütte die notwendigen Erfahrungen gesammelt haben. Die von Savoyens waren auch mit einer anderen, damals sehr berühmten, Familie von Kirchenbauern verwandt, den Parlers. Ein weiterer Sohn von Michael von Savoyen, der ebenfalls Michael hieß, war mit einer Schwester von Peter Parler verheiratet. Und dieser Peter Parler baute viele Kirchen in Süddeutschland und hatte einen wichtigen Anteil am Bau des berühmten Veitsdoms in Prag. Es war kein Unbekannter, mit dem die Stadt 1369 einen Vertrag über die Fertigstellung der St. Nikolaus-Kirche in Kampen abschloss.
Das geht auch aus der Vereinbarung mit Herrn Rutger hervor. Der Kölner verpflichtete sich als „werckmeister“, sowohl St. Nikolaus als auch die Liebfrauenkirche „zu feysierne und zu berichten in der meyster vorme“, was bedeutet, dass er mit der Aufsicht beauftragt war, beide Kirchen nach den Plänen in Ordnung zu bringen. Dafür würde er sowohl von den Kirchenmeistern der St. Nikolaus- als auch der Liebfrauenkirche ein Gehalt erhalten, das teils in Geld, teils in Naturalien (Tuche) zu zahlen wäre. Außerdem würde Rutger, wenn er es wünschte, den Turm, in dem Herr Herman gewohnt hatte, bewohnen dürfen, mit der ausdrücklichen Einschränkung, dass er ihn nicht vermieten dürfe. Er durfte auch einen Bauernhof, der in der Nähe der Liebfrauenkirche lag, nutzen, wenn die Arbeiten an der Kirche dies erforderlich machten. Und schließlich wurde er, wie Herr Herman und sein Bruder, auf Lebenszeit ernannt mit Befreiung von Steuern und Militärdienst.
Beim Studium dieser Vereinbarung stellt sich die Frage, ob sich Rutger van Keulen bei der Fertigstellung der Kirche an einen bestehenden Plan halten musste, der noch von seinen Vorgängern entworfen worden war, oder an einen eigenen Entwurf, der vom Klerus und der Stadt genehmigt wurde. In Anbetracht des Vertrages, den die Stadt mit Herrn Herman und seinem Bruder im Jahr 1351 oder ein paar Jahre früher abgeschlossen hatte, ist anzunehmen, dass es sich um einen bestehenden Plan handelte, was aber nicht ausschließt, dass Rutger van Keulen später Änderungen daran vorgenommen hat.
Im Jahr 1369 war dieser Meister schon länger in Kampen; bereits 1363 hatte er das Bürgerrecht erworben. Normalerweise mussten wichtige oder nützliche Personen nur wenige Jahre auf dieses Privileg warten, so dass die Ankunft von Herrn Rutger um das Jahr 1360 stattgefunden haben wird. Er hatte gerade seine Lehre in der Kölner Dombauhütte beendet und war daher sehr jung, als er nach Kampen kam.
Da Rutger, wie aus dem Vertrag hervorgeht, den Turm bewohnen durfte, in dem Herr Herman „plach“ wohnte, ist davon auszugehen, dass dieser Herman bereits 1369 verstorben oder im Ruhestand war. Das Gleiche gilt für seinen Bruder; er wird im Vertrag überhaupt nicht erwähnt.
Rutger van Keulen durfte Hermans Haus bewohnen, es war ihm aber ausdrücklich verboten, es zu vermieten. Diese Einschränkung muss erfolgt sein, weil er zwar anderweitig Arbeit annehmen durfte, die Stadt aber nicht wollte, dass er Miete für ein Haus erhält, das ihm während seiner Abwesenheit kostenlos zur Verfügung gestellt wurde. Der Kölner war nicht nur im Kampen; so arbeitete er zum Beispiel im Winter 1373–1374 mit seinen Brüdern am Prager Dom.
Basierend auf all diesen Daten kann Folgendes angenommen werden. Vielleicht im Jahre 1351 wurden Herman de Steenbicker und sein Bruder beauftragt, dafür zu sorgen, dass der Umbau der St.-Nikolaus-Kirche weiterging, wobei Hermans Bruder dafür zu sorgen hatte, dass die Arbeiten nach den vorhandenen Plänen ausgeführt wurden. Wenn wir uns an das Jahr 1351 halten, dann könnten diese Pläne von dem bereits erwähnten Herman und Christiaan gemacht worden sein. Möglicherweise könnten sie von Herrn Herman und seinem Bruder bereits 1345 eingereicht worden sein und es handelt sich um dieselben Personen.
Wahrscheinlich starb der Bruder von Herman de Steenbicker um 1360, woraufhin die Stadt den jungen Herrn Rutger van Keulen anstellte, der seinen Platz einnahm. Als auch Herr Herman gestorben war, schloss die Stadt 1369 den besagten Vertrag mit van Keulen ab, der sich schon neun Jahre lang in Kampen als sehr geschickter Kirchenbaumeister erwiesen hatte. 
In der zweiten Hälfte des 14. Jahrhunderts entstand der mächtige Chor mit Umgang und Kapellenkranz der Bovenkerk, der noch heute den eindrucksvollsten Teil dieses Gebäudes bildet. Es ist auch eine technische Meisterleistung, denn wieder einmal musste es auf einem eigentlich ungeeigneten Untergrund gebaut werden. Nur die beiden östlichen Vierungspfeiler und die beiden folgenden ruhen noch auf den schweren Fundamenten der ehemaligen Hallenkirche.
Es wird angenommen, dass fast der gesamte Chor nach den Plänen von Rutger van Keulen gebaut wurde, indem auf die große stilistische Ähnlichkeit dieses Teils der Kirche mit der typischen Parler-Architektur hingewiesen wird, wie etwa das siebenseitige Chorpolygon und der Ring von rechteckigen Kapellen um den Umgang. Allerdings werden auch Unterschiede im Stil festgestellt: Das blinde Maßwerk in den Seitenwänden der Kapellen ist noch rein geometrisch, die Fenster des Chorschlusses extravagant.

### Plan für ein basilikales Kirchenschiff
Als der große Chor fertig war, vermutlich um 1400, sollte auch der Rest der alten Hallenkirche mit ihrem relativ niedrigen Kirchenschiff so schnell wie möglich an die Architektur des viel höheren Basilikachors angepasst werden. Es ist anzunehmen, dass auch das Querschiff möglicherweise verlängert oder verbreitert werden sollte. Dies scheint aber nie realisiert worden zu sein.
Nach 1400 arbeitete man jedoch an einem Langhaus mit Seitenschiffen und entlang dieser Seitenschiffe Reihen von Kapellen, die eine Fortsetzung der Radiuskapellen um den Umfang des Chores darstellen würden. Sogar Strebebögen sollten aus diesen Strebemauern zwischen diesen Kapellen entspringen.
Dies war ein ehrgeiziger Plan, zumal dieser Neubau über den Turm hinausgehen sollte. Der Plan war daher, den Turm abzureißen und ihn in einiger Entfernung im Westen neu zu errichten.
Wären diese Ideen umgesetzt worden, hätte Kampen im 15. Jahrhundert eine architektonisch bemerkenswerte, aufwändige Kirche gehabt, aber es wurden die technischen Probleme bei der Realisierung unterschätzt. Aufgrund falscher Konstruktionen und Berechnungen erwiesen sich die Fundamente der Längsseitenwände und Querdämme als nicht tragfähig. Es traten Spannungen auf, die zu Setzungen und Einstürzen und schließlich dazu führten, dass der gesamte Plan aufgegeben werden musste. Zu welchem Zeitpunkt dies geschah, ist nicht bekannt, aber der Bauschaden muss sehr kostspielig gewesen sein.

### Endgültige Form
Nach dieser Fehlkalkulation, wahrscheinlich in der Mitte des 15. Jahrhunderts, wurde ein völlig neuer und viel einfacherer Plan erstellt. Dieser sah ein Langhaus mit doppelten Seitenschiffen und zunächst auch den Bau eines neuen Turms vor, der weiter westlich als der alte lag.
Dieser Umbau muss viele Jahre gedauert haben. Nicht nur, dass den Kirchenherren durch das Scheitern der bereits beschriebenen Pläne das Geld ausgegangen sein muss, sondern in der zweiten Hälfte des 15. Jahrhunderts begann auch der wirtschaftliche Niedergang Kampens. Aus den architektonischen Daten lässt sich ableiten, dass zunächst mit der Erhöhung des Querschiffs begonnen wurde, dann wurde das Kirchenschiff auf seine heutige Höhe angehoben und schließlich wurden die vorspringenden Seitenschiffe in Angriff genommen. In der Breite behielt das Kirchenschiff die geringen Abmessungen der ehemaligen Hallenkirche bei.
Weil die Zeiten für die Stadt immer schlechter wurden, wurde große Sparsamkeit geübt und alles, was aus früheren Zeiten noch brauchbar war, beibehalten. Zum Beispiel wurde bei der Tuffsteinverkleidung viel Abfallmaterial verwendet.
Außerdem war man bestrebt, die wiederaufgebauten Teile so schnell wie möglich unter Dach zu bringen und erst dann die Gewölbe zu errichten. Es wird vermutet, dass das Dach ursprünglich als Gewölbe für das Kirchenschiff gedacht war. Erst 1542 erhielt Cornelis de Maler eine Geldsumme für die Anwendung von 32 „paericken oder blomen im leeren Gewölbe“, 37 „bloren im Hof“ und 13 „blomen aus der großen Orgel“. Die Bemalung der Gewölbe fand also erst spät statt.
Auch die Abdichtung des Daches muss viel Zeit in Anspruch genommen haben. Noch 1480 waren drei Schiffe aus Deutschland auf dem Weg nach Kampen, die eine große Anzahl von Schieferplatten für die neue Bibliothek und das Kirchendach transportierten.
Da Teile der Kirche genutzt werden konnten, wuchs die Zahl der Altäre. Um 1500 war diese Zahl auf sechzehn angewachsen, und es ist davon auszugehen, dass die alte Nikolaikirche zu diesem Zeitpunkt fast fertiggestellt war und ihre heutige Form angenommen hatte: eine fünfschiffige Backsteinbasilika, die deutlich den Einfluss der niederrheinischen Gotik zeigt. Der Turm war noch an drei Seiten geschlossen.
Nach 1580 nahm das Innere einen typisch protestantischen Charakter an.
Bei der letzten Restaurierung wurde versucht, den alten Zustand so weit wie möglich wiederherzustellen, wobei oft Befunde verwendet wurden. Ein Beispiel ist die Restaurierung des ehemaligen Bibliotheks- oder Tresorraums mit Wendeltreppe und der Balustrade an der Außenseite des Kapellenkranzes. Dort wurde auch eine Ziegelverkleidung, die bei einer früheren Restaurierung eingeführt wurde, durch eine Verkleidung aus Tuffstein ersetzt.
Das Südportal wurde vollständig restauriert, aber das Nordportal, ebenfalls das Ergebnis einer weniger glücklichen Restaurierung, schien noch in gutem Zustand zu sein und wurde daher so belassen, wie es war.
Die Säulen und Bögen des Kirchenschiffs und des Querschiffs waren ursprünglich sandfarben, mit weißen Scheinfugen. Die Restauratoren haben deshalb die Sandfarbe mit den Scheinfugen wieder aufgetragen.

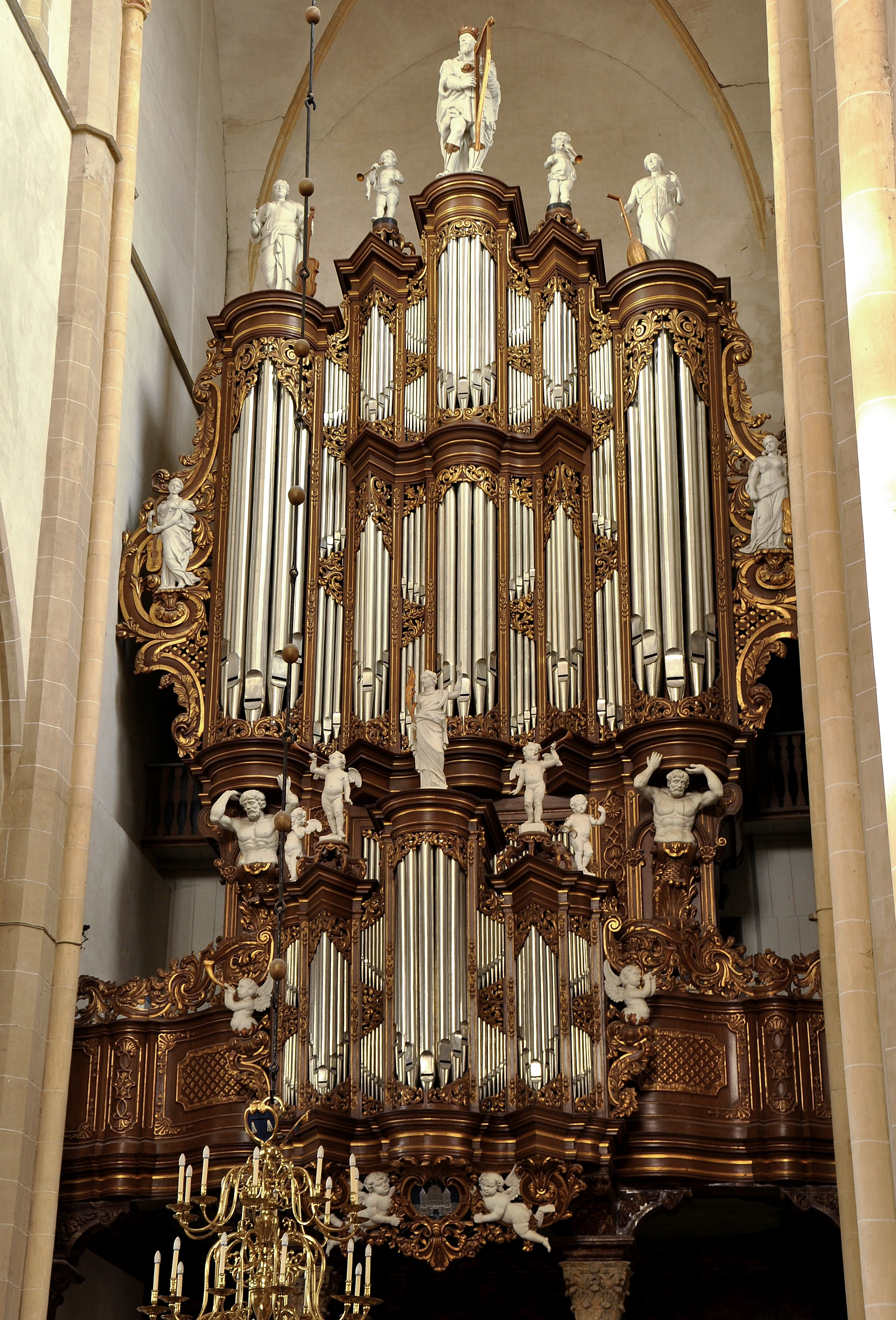
Hauptorgel

## Geläut
In den Jahren 1481/1482 goss der Glockengießer Gerhard van Wou Glocken für die Bovenkerk. In unmittelbarer Nähe der Bovenkerk hatte er seine Glocken- und Artilleriegießerei angesiedelt. Heute hängen zwei seiner Glocken im Turm der Bovenkerk. Am 11. September 2009 wurde eine neue Glocke aufgehängt, gegossen von Laudy in Finsterwolde, Groningen. Im Jahr 2010 wurde eine weitere Laudy-Glocke mit dem Bild des heiligen Nikolaus, des Schutzpatrons der Kirche, aufgehängt. Im Jahr 2011 wurde das Geläut schließlich um weitere fünf Glocken ergänzt. Die insgesamt neun schwingenden Glocken haben nun die Töne: des1, es1, f1, ges1, as1, b1, des2, es2 und f2. Die Glocken des1 und f1 wurden von Gerhard van Wou gegossen. Alle von Glockengießer Laudy hinzugefügten Glocken wurden ganz in der Tradition von Van Wou gegossen, ohne Oberflächenbehandlung oder Stimmung, rein im Klang. Damit wurde ein Geläut nach mittelalterlicher Art rekonstruiert.

## Begräbnisstätten
Viele Einwohner von Kampen sind in der Bovenkerk begraben. Prominente Kampener Familien wurden in Familiengräbern beigesetzt, von denen sich viele in der Lemkerkapel, der Gruft, befinden. Auch prominente Einzelpersonen aus Kampen sind in der Kirche begraben worden, darunter der Maler Hendrick Avercamp und, obwohl nicht aus Kampen stammend, der bereits erwähnte Glockengießer Gerhard van Wou. Im Querschiff befindet sich ein kleines Grabmal aus rotem Marmor mit einer Urne aus grünem Marmor zur Erinnerung an Vizeadmiral Jan Willem de Winter (1761–1812). Die Urne enthält das Herz von De Winter. Er wurde als einziger Niederländer im Panthéon in Paris beigesetzt. Eines der Denkmäler im Chor wurde zur Erinnerung an Rutger van Breda († 1693) und seine Frau Joanna Aymery († 1703) aufgestellt.

## Orgeln
In der Bovenkerk befinden sich drei Orgeln: die große Orgel von Albertus Antonius Hinsz aus dem Jahr 1743, welche teilweise noch Pfeifenmaterial aus dem 17. Jahrhundert enthält, eine Chororgel von Reil (1999) und eine Truhenorgel aus dem Jahr 2012. Der reguläre Organist der Orgeln in der Bovenkerk ist im Auftrag der reformierten Kirche Ab Weegenaar.